# خويفيرة سفوح الأنديز
خويفيرة سفوح الأنديز (الاسم العلمي:Koeleria praeandina) هي نوع من النباتات تتبع جنس الخويفيرة من الفصيلة النجيلية. تم وصف هذا النوع من النبات علمياً لأول مرة من قبل كارولوس لينيوس سنة 1753. سمي هذا النوع نسبةً إلى جبال الأنديز.